# Leucadendron stelligerum
Leucadendron stelligerum är en tvåhjärtbladig växtart som beskrevs av I. Williams. Leucadendron stelligerum ingår i släktet Leucadendron och familjen Proteaceae. Inga underarter finns listade i Catalogue of Life.